# Frégouville
Frégouville é uma comuna francesa na região administrativa de Occitânia, no departamento de Gers. Estende-se por uma área de 12,32 km². Em 2010 a comuna tinha 349 habitantes (densidade: 28,3 hab./km²).